# Helenodora inopinata
 Helenodora inopinata  ist eine ausgestorbene Art der Stummelfüßer (Onychophora) aus dem erdgeschichtlichen Zeitraum des Oberkarbon. Ihre fossilen Überreste wurden in Sideritkonkretionen in der berühmten Lagerstätte am Mazon Creek im US-amerikanischen Bundesstaat Illinois gefunden. Die Art gilt als frühester unumstrittener Fossilnachweis der Stummelfüßer.
Helenodora inopinata wurde im Jahre 1980 erstbeschrieben und ist nach der Finderin der Fossilien Helen Piecko benannt. Der Name bedeutet in etwa ‚Helenes unerwartetes Geschenk‘. Sowohl der Holo- als auch der Paratyp der Art befinden sich heute im Field Museum of Natural History in Chicago.

## Merkmale
Die beiden bekannten Exemplare der Art zeichnen sich durch einen etwa sechs Zentimeter langen und einen Zentimeter breiten, wurmförmigen Körper aus, an dem sich in gleichmäßigen Abständen bis zu 20 stummelförmige bauchseitig positionierte Beinpaare befinden. An einem dieser Beine, die ungefähr zwei bis drei Millimeter lang sind, ließen sich zwei kleine, etwa einen halben Millimeter lange Klauen identifizieren.
Auf der Körperoberfläche sind je Segment etwa neun Ringe auszumachen, auf denen sich zahlreiche kleine Erhebungen befinden, die als Papillen gedeutet werden. Diese sind in Längsreihen angeordnet, die in einem Abstand von etwa einem Drittel Millimeter zueinander verlaufen.
Die Kopfregion ist nur schlecht erhalten. Obwohl eine eindeutige Zuordnung nicht möglich ist, wird allerdings ein schwarzer Fleck nahe dem (angenommenen) Körpervorderende jeweils als Kiefer gedeutet; trifft diese Identifikation zu, so lag der Mund schon wie bei den modernen Vertretern des Tierstamms bauchseitig. Ob die vorderen beiden Extremitätenpaare schon als Antennen beziehungsweise als Oralpapillen gedeutet werden können, ist dagegen recht unklar. (Erstere dienen modernen Stummelfüßern der Aufspürung potentieller Beute, zweitere durch Verspritzen eines klebrigen Schleims zum Beutefang.)

## Fundstelle und Lebensraum
Helenodora inopinata wurde in Siderit gefunden, der aus dem sogenannten Francis-Creek-Schiefer im Norden des US-Bundesstaats Illinois stammt. Er wird der erdgeschichtlichen Periode des mittleren Pennsylvanian zugeordnet, das seinerseits in die Epoche des Karbon fällt, und sind mehr als 300 Millionen Jahre alt.
Der Lebensraum des Tieres ist heute nicht mehr genau rekonstruierbar, da im Francis-Creek-Schiefer sowohl land-, süßwasser- als auch meereslebende Formen zu finden sind. Ähnlichkeiten zu den modernen, ausschließlich landlebenden Formen sprechen aber überwiegend für eine terrestrische Lebensweise.

## Systematische Einordnung
Helenodora wurde zeitweilig als jüngeres Synonym von Ilyodes Scudder 1890 gewertet. Eine Neubearbeitung auf Basis von weiterem Belegmaterial bestätigte 2016 jedoch den Status von Helenodora inopinata als Typus-Art einer eigenständigen Gattung.
Aufgrund der zahlreichen Stummelfüße kann es als relativ sicher gelten, dass Helenodora inopinata den nach dieser Eigenschaft benannten Stummelfüßern (Onychophora) zuzuordnen ist. Die Art ist damit der früheste unumstrittene Fund eines Vertreters dieses Taxons.
Aus den Epochen des Kambrium und Ordovizium sind allerdings eine ganze Reihe von Fossilien bekannt, die traditionellerweise ebenfalls als Mitglieder der Stummelfüßer angesehen werden, etwa Aysheaia pedunculata, Xenusion auerswaldae oder Hallucigenia fortis. Auf kladistischen Prinzipien beruhende Untersuchungen sehen diese und ähnliche Formen jedoch manchmal als Stammlinienvertreter eines Taxons aus Bärtierchen (Tardigrada) und Gliederfüßern (Arthropoda – Insekten, Spinnen, Krebstiere und andere). Falls diese Ansicht zutreffen sollte, wäre Helenodora inopinata dann tatsächlich die früheste bekannte Form der eigentlichen Stummelfüßer.
Sollte sich dagegen die traditionelle Ansicht als richtig herausstellen, schließt die Art immerhin eine gewaltige zeitliche Lücke zwischen den kambrischen und ordovizischen Formen einerseits und der kreidezeitlichen Art Cretoperipatus burmiticus, die sich in Bernstein aus Myanmar erhalten hat, andererseits. Zusammen mit zwei Arten, Succinipatopsis balticus und Tertiapatus dominicanus aus dem Tertiär, bilden sie den gesamten Fossilbestand der Stummelfüßer.